# Grundmühle (Neustädtles)

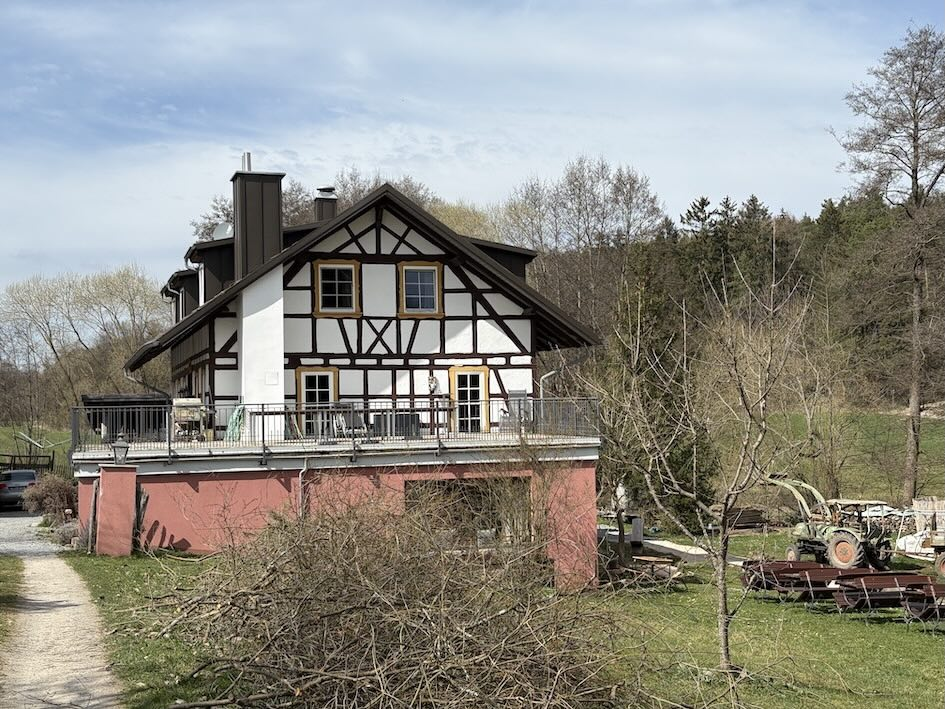
Die Grundmühle in Neustädtles in der Rhön

Die Grundmühle ist eine ehemalige Getreidemühle in der Gemeinde Nordheim vor der Rhön im Landkreis Rhön-Grabfeld. Sie liegt im Ortsteil Neustädtles an der Sulz.

## Geschichte der Mühle
Am Eingang der Mühle ist als Baujahr 1864 angegeben. Die Mühle war Eigentum der Adelsfamilie Soden. Mit Beginn des 20. Jahrhunderts war die Grundmühle unbewohnt. Ab den 1920er Jahren diente die Mühle als Wohngebäude. Anschließend erwarb der Bürgermeister Otto Nöthling das Anwesen. Er bemühte sich um eine Konzession zur Führung eines Erholungsheimes, die er 1948 erhielt. 1975 erwarb Familie Debus die Grundmühle und es wurde ein Restaurant betrieben. Damals hieß die Immobilie "Waldhotel vor der Rhön". In den 1990er Jahren lebten Aussiedler aus der UdSSR in der Mühle. In dieser Zeit wurde das Gebäude umgebaut. Bis in die 2000er Jahre existierte hier erneut ein Restaurant. Wiederum wurde die Mühle verkauft, und es entstand die Nutzung der Gegenwart mit touristischem Schwerpunkt.